# Fullständig fyrsiding

Figur 1.
En fullständig fyrsiding. De fyra sidorna är heldragna, medan diagonalerna är prickade. De sex hörnen utgörs av punkterna A till F, medan de tre diagonalpunkterna är markerade med I, J och K.

En fullständig fyrhörning till vänster och till höger om denna en fullständig fyrsiding. I fyrhörningen skär tre linjer varandra i varje punkt, medan tre punkter ligger på varje linje i fyrsidingen.

En fullständig fyrsiding är en geometrisk figur bestående av fyra linjer ("sidor") som två och två skär varandra i sex olika punkter ("hörn"). Hörn som inte har någon gemensam sida kallas "motstående" och en linje genom två motstående hörn kallas "diagonal". Sammanlagt finns tre diagonaler och dessa skär varandra i tre "diagonalpunkter".
På varje diagonal finns således två hörn och två diagonalpunkter. Dessa ligger i ett harmoniskt delningsförhållande så att diagonalpunkterna är harmoniska konjugat till sträckan mellan hörnen och hörnen är harmoniska konjugat till sträckan mellan diagonalpunkterna.
En fullständig fyrsiding kan användas för att konstruera en harmonisk delning endast med hjälp av linjal.
Dualen till den fullständiga fyrsidingen, en fullständig fyrhörning, är en figur bestående av fyra punkter ("hörn") i vilka sammanlagt sex linjer ("sidor") skär varandra tre och tre.

## Harmonisk delning
Att en diagonal delas harmoniskt av skärningspunkterna med de två andra diagonalerna samt de två hörn som diagonalen går genom visas nedan:
Betrakta triangeln {\displaystyle \triangle EDF} i figur 1. De tre cevianerna {\displaystyle {\overline {EC}}}, {\displaystyle {\overline {FA}}} och {\displaystyle {\overline {DJ}}} skär varandra i punkten {\displaystyle B} vilket enligt Cevas sats ger:
{\displaystyle 1.\ \ {\frac {\vec {FJ}}{\vec {JE}}}\cdot {\frac {\vec {EA}}{\vec {AD}}}\cdot {\frac {\vec {DC}}{\vec {CF}}}=1}
Betrakta linjen {\displaystyle {\overline {KC}}} vilken skär sidorna på {\displaystyle \triangle EDF} i punkterna {\displaystyle K}, {\displaystyle A} och {\displaystyle C}. Menelaos sats ger oss att:
{\displaystyle 2.\ \ {\frac {\vec {FK}}{\vec {KE}}}\cdot {\frac {\vec {EA}}{\vec {AD}}}\cdot {\frac {\vec {DC}}{\vec {CF}}}=-1}
Division av 1 med 2 ger att dubbelförhållandet {\displaystyle (F,E;J,K)=-1}:
{\displaystyle {\frac {\frac {\vec {FJ}}{\vec {JE}}}{\frac {\vec {FK}}{\vec {KE}}}}=-1\Leftrightarrow {\frac {(F,E;J)}{(F,E;K)}}=-1\Leftrightarrow (F,E;J,K)=-1}
Det vill säga att punkterna {\displaystyle F}, {\displaystyle E}, {\displaystyle K} och {\displaystyle J} delar {\displaystyle {\overline {FK}}} harmoniskt.
Betrakta nu linjeknippet ({\displaystyle {\overline {DF}}},{\displaystyle {\overline {DJ}}},{\displaystyle {\overline {DE}}},{\displaystyle {\overline {DK}}}) genom punkten {\displaystyle D}, vilket delar {\displaystyle {\overline {FK}}}  harmoniskt. Men eftersom dubbelförhållanden och harmonisk delning är invarianta under centralprojektion följer att detta linjeknippe även delar diagonalen {\displaystyle {\overline {CK}}} harmoniskt i punkterna {\displaystyle C}, {\displaystyle A}, {\displaystyle K} och {\displaystyle I}.
Linjeknippet ({\displaystyle {\overline {FD}}},{\displaystyle {\overline {FI}}},{\displaystyle {\overline {FA}}},{\displaystyle {\overline {FK}}}) genom punkten {\displaystyle F} delar också {\displaystyle {\overline {CK}}} harmoniskt och således delas den tredje diagonalen, {\displaystyle {\overline {DJ}}}, harmoniskt av detta linjeknippe i punkterna {\displaystyle D}, {\displaystyle B}, {\displaystyle J} och {\displaystyle I}.

## Konstruktion av den fjärde harmoniska delningspunkten enbart med hjälp av linjal ellerrätskiva

Figur 3.
Notera att punkterna,, och, tillsammans med de sex linjerna genom dessa punkter bildar en fullständig fyrhörning. Man kan således även betrakta det som att man med hjälp av denna fullständiga fyrhörning kan dela linjen harmoniskt.

Givet: Två punkter {\displaystyle A} och {\displaystyle B} (se figur 3) samt antingen en inre delningspunkt {\displaystyle D} (som inte får vara mittpunkt på sträckan {\displaystyle {\overline {AB}}} eftersom den yttre delningspunkten då ligger i oändligheten) eller en yttre delningspunkt {\displaystyle C} på den räta linjen genom {\displaystyle A} och {\displaystyle B}. Den givna delningspunkten får heller inte vara lika med {\displaystyle A} eller {\displaystyle B}.
Välj en godtycklig punkt {\displaystyle L} (företrädesvis, men ej nödvändigtvis, så att dess fotpunkt på linjen genom {\displaystyle A} och {\displaystyle B} ligger mellan dessa båda punkter och närmare den av punkterna som ligger närmast den givna delningspunkten) och dra från denna räta linjer till {\displaystyle A} och {\displaystyle B}. Välj därefter den godtyckliga punkten {\displaystyle M} på {\displaystyle {\overline {AL}}} eller den godtyckliga punkten {\displaystyle N} på {\displaystyle {\overline {BL}}}
Om den inre delningspunkten {\displaystyle D} är given:
Dra linjen {\displaystyle {\overline {LD}}} och därefter antingen linjen {\displaystyle {\overline {BM}}} eller linjen {\displaystyle {\overline {AN}}}, beroende på om {\displaystyle M} eller {\displaystyle N} valts. vilket ger punkten {\displaystyle K} på {\displaystyle {\overline {LD}}}. Dra därefter den andra av {\displaystyle {\overline {BM}}} eller {\displaystyle {\overline {AN}}} genom {\displaystyle K}. Linjen genom {\displaystyle M} och {\displaystyle N} ger då {\displaystyle C} som skärningspunkt med linjen genom {\displaystyle A} och {\displaystyle B}.
Om den yttre delningspunkten {\displaystyle C} är given:
Dra en linje från {\displaystyle C} till {\displaystyle M}, vilket ger oss {\displaystyle N}, eller till {\displaystyle N} vilket ger oss {\displaystyle M}. Dra sedan linjerna {\displaystyle {\overline {BM}}} och {\displaystyle {\overline {AN}}} och kalla skärningspunkten mellan dessa för {\displaystyle K}. Linjen {\displaystyle {\overline {LK}}} skär då {\displaystyle {\overline {AB}}} i den inre delningspunkten {\displaystyle D}.
Att konstruktionen ger den fjärde delningspunkten framgår direkt ur förhållandet att linjerna {\displaystyle {\overline {AL}}}, {\displaystyle {\overline {AN}}}, {\displaystyle {\overline {BL}}} och {\displaystyle {\overline {BM}}} bildar en fullständig fyrsiding och att {\displaystyle {\overline {AB(C)}}}, {\displaystyle {\overline {MN(C)}}} och {\displaystyle {\overline {LK(D)}}} är diagonaler i denna.